# Fontenay-sur-Conie
Fontenay-sur-Conie település Franciaországban, Eure-et-Loir megyében. Lakosainak száma 149 fő (2022. január 1.). Fontenay-sur-Conie Éole-en-Beauce, Tillay-le-Péneux, Loigny-la-Bataille, Orgères-en-Beauce és Courbehaye községekkel határos.

## Népesség
A település népességének változása:
| Lakosok száma | 165  | 106  | 117  | 128  | 164  | 143  | 128  | 121  | 130  | 149  |
|               | 1968 | 1982 | 1990 | 2006 | 2013 | 2015 | 2017 | 2019 | 2020 | 2022 |